# Josh Blaylock
Josh Blaylock, född 19 mars 1990 i Plano i Texas, är en amerikansk skådespelare. Han har bland annat medverkat i filmen No Country for Old Men (2007), TV-spelet Red Dead Redemption (2010) och TV-serien Video Game High School (2010-2014).
Blaylock var gift med skådespelaren Johanna Braddy mellan 2012 och 2014.